# Let Poland Be Poland
Let Poland Be Poland (Hogy Lengyelország Lengyelország legyen) Marty Pasetty által rendezett tévéműsor, a United States International Communications Agency produkciója, az Amerikai Védelmi Minisztérium közreműködésével. Sugárzására 1982. január 31-én került sor.

## Története
A műsort közel 185 millió néző tekintette meg a világ 50 országában. Az audioverziót az Amerika Hangja 39 nyelvi verzióban készítette elő. A műsort sugározta még a Szabad Európa Rádió, Radio Liberty és Radio France Internationale.
A műsor az 1982. január 30-i eseményekről számol be. Ezt a napot a Lengyelországgal való nemzetközi szolidaritás napjának nyilvánították.
A műsorvezető Charlton Heston volt. Részt vett többek között: Romuald Spasowski, Zdzisław Rurarz, Adam Makowicz, Czesław Miłosz, Mstisław Rostropowicz, Kirk Douglas, Max von Sydow, James A. Michener, Henry Fonda, Glenda Jackson, Benny Andersson, Agnetha Fältskog, Anni-Frid Lyngstad, Paul McCartney, Björn Ulvaeus, Orson Welles, Madeleine Albright. Az Ever Homeward c. dalt (lengyel verzióban: Szabad Szívek) Frank Sinatra énekelte (egy részét lengyelül is).
A műsor ideje alatt több államfővel és politikussal létesítettek kapcsolatot, aki nyilatkozott. Többek között Ronald Reagan, az Amerikai Egyesült Államok elnöke, Margaret Thatcher, az Egyesült Királyság miniszterelnöke, Francisco Pinto Balsemão portugál miniszterelnök, Helmut Schmidtm a Német Szövetségi Köztársaság kancellárja, Gunnar Thoroddsen izlandi miniszterelnök, Wilfried Martens belga miniszterelnök, Zenkō Suzuki, japán miniszterelnöke, Arnaldo Forlani olasz miniszterelnök, Kåre Willoch norvég miniszterelnök, Pierre Trudeau kanadai miniszterelnök, Bülent Ulusu török miniszterelnök, Pierre Werner luxemburgi miniszterelnök, Adolfo Suárez González spanyol miniszterelnök, François Mitterrand francia köztársasági elnök, Tip O’Neill, a Képviselők Házának szóvivője, Howard Baker, a szenátusi többség vezetője, Clement Zablocki, a Szenátus külügyi bizottságának tagja.
A politikusok a tekintélyuralmi lengyel és szovjet hatóságok kritikájára, a lengyel nemzet és a megtorlások által érintettek számára kifejezett támogatásra koncentráltak, illetve segítségükről biztosították, beleértve az anyagi segítséget is.
Közvetítettek a lengyeleket támogató tüntetéseket is a világ több városából: New York, London, Brüsszel, Tokió, Lisszabon, Sydney, Washington, Toronto, Chicago.
A műsor címe Jan Pietrzak lengyel szerző Hogy Lengyelország Lengyelország legyen c. dalára emlékeztet.
Lengyelországban ezt a műsort először a TVP Historia sugározta 2011. december 13-án.

## Fordítás
Ez a szócikk részben vagy egészben  a(z)   Żeby Polska była Polską című lengyel Wikipédia-szócikk fordításán alapul.  Az eredeti cikk szerkesztőit annak laptörténete sorolja fel. Ez a jelzés csupán a megfogalmazás eredetét és a szerzői jogokat jelzi, nem szolgál a cikkben szereplő információk forrásmegjelöléseként.